# Lac aux Castors (Montréal)
Pour les articles homonymes, voir Castor et Lac aux Castors.
Le lac aux Castors est un bassin artificiel situé dans le parc du Mont-Royal à Montréal, au Québec. Il a été dessiné par l'architecte Frederick Gage Todd en 1938 sur le site d'anciens marécages. Il tient son nom du fait que d'anciens barrages de castors ont été découverts lors des travaux.

## Description
Long d'environ 200 m sur 150 m, le lac a une profondeur maximale de 6 mètres depuis qu’il a été creusé jusqu’au roc, lors des travaux de réfection de 2015, pour lutter contre la prolifération des algues.
Les abords du lac sont aménagés pour diverses activités récréatives : patinoire naturelle et glissades l'hiver ; vastes pelouses l'été. À la suite de l'accident d'un véhicule d'entretien qui fit céder la glace lors d'un redoux en 2016-2017, la mairie de Montréal décide de fermer la patinoire hivernale.

## Histoire

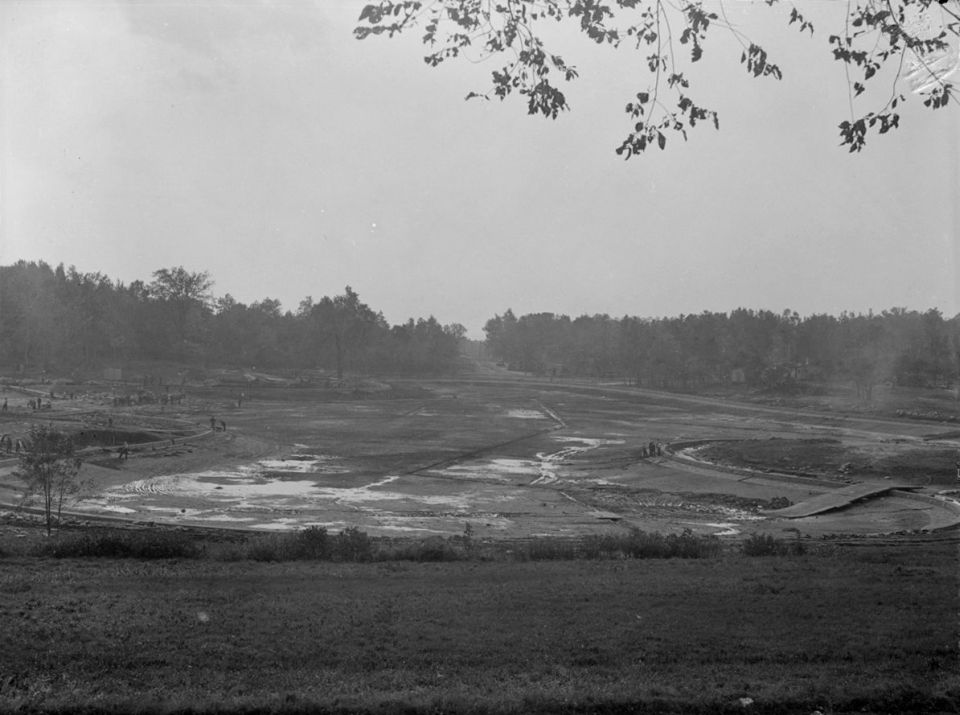
Ouvriers aménageant le lac en 1938
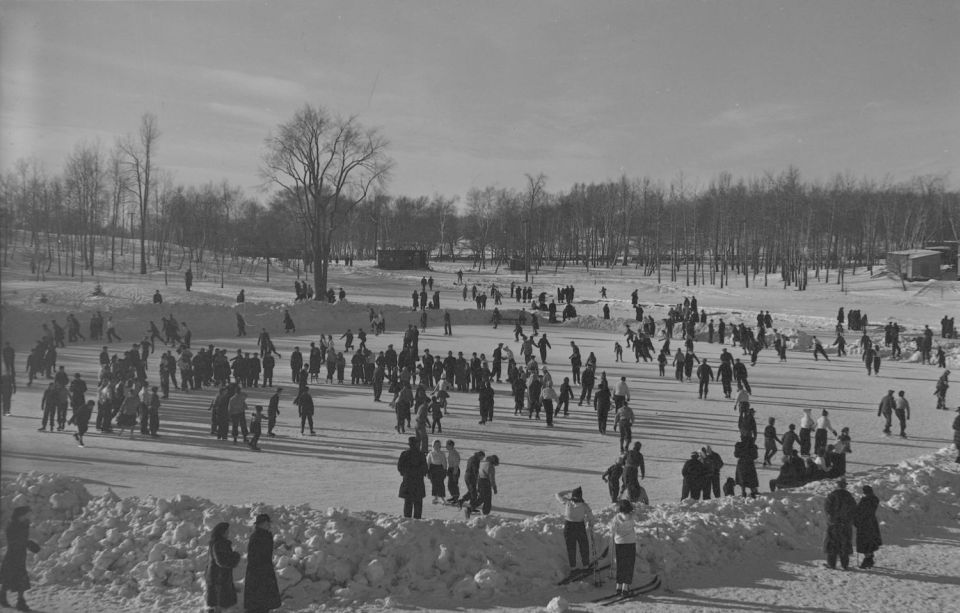
Patineurs sur le lac en 1940
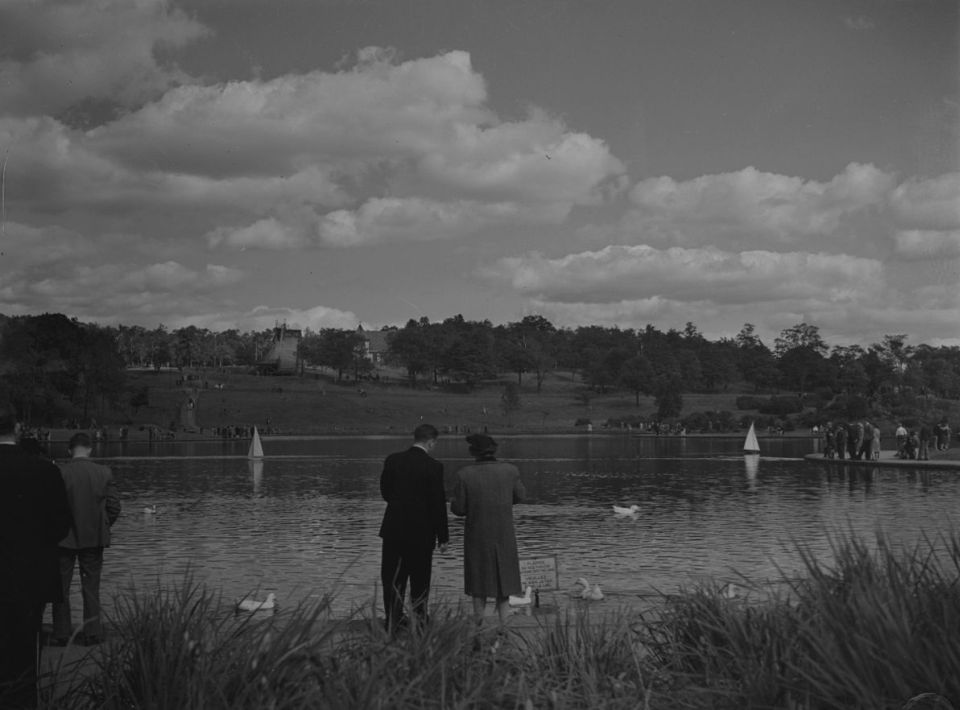
Promeneurs en 1945
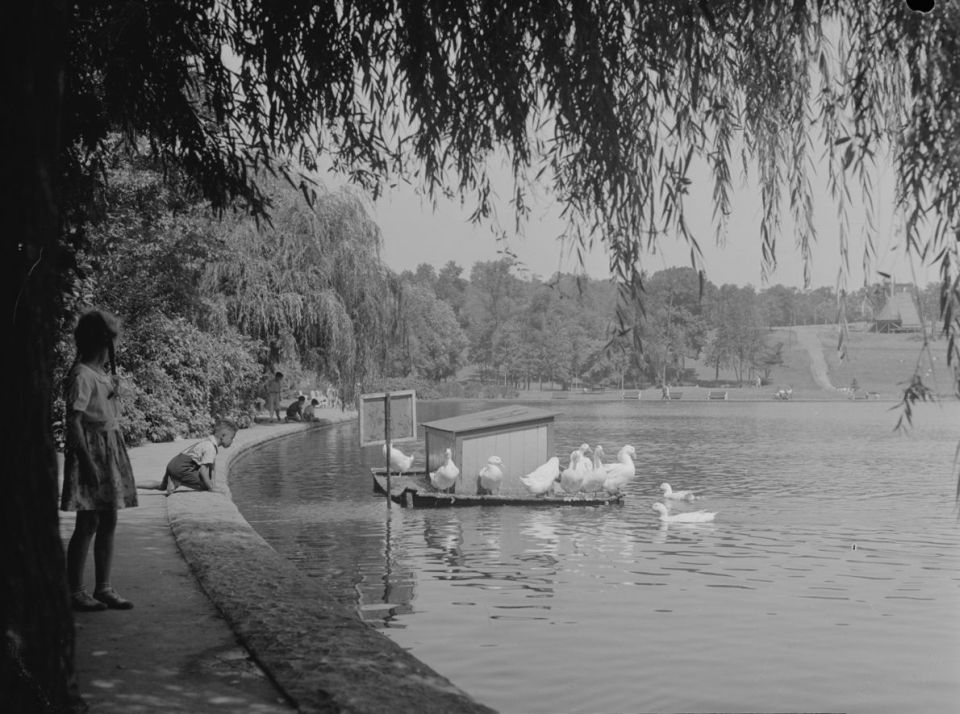
Des canards se tiennent à côté d'un abri sur un radeau qui flotte sur le lac

### Pavillon du lac aux Castors

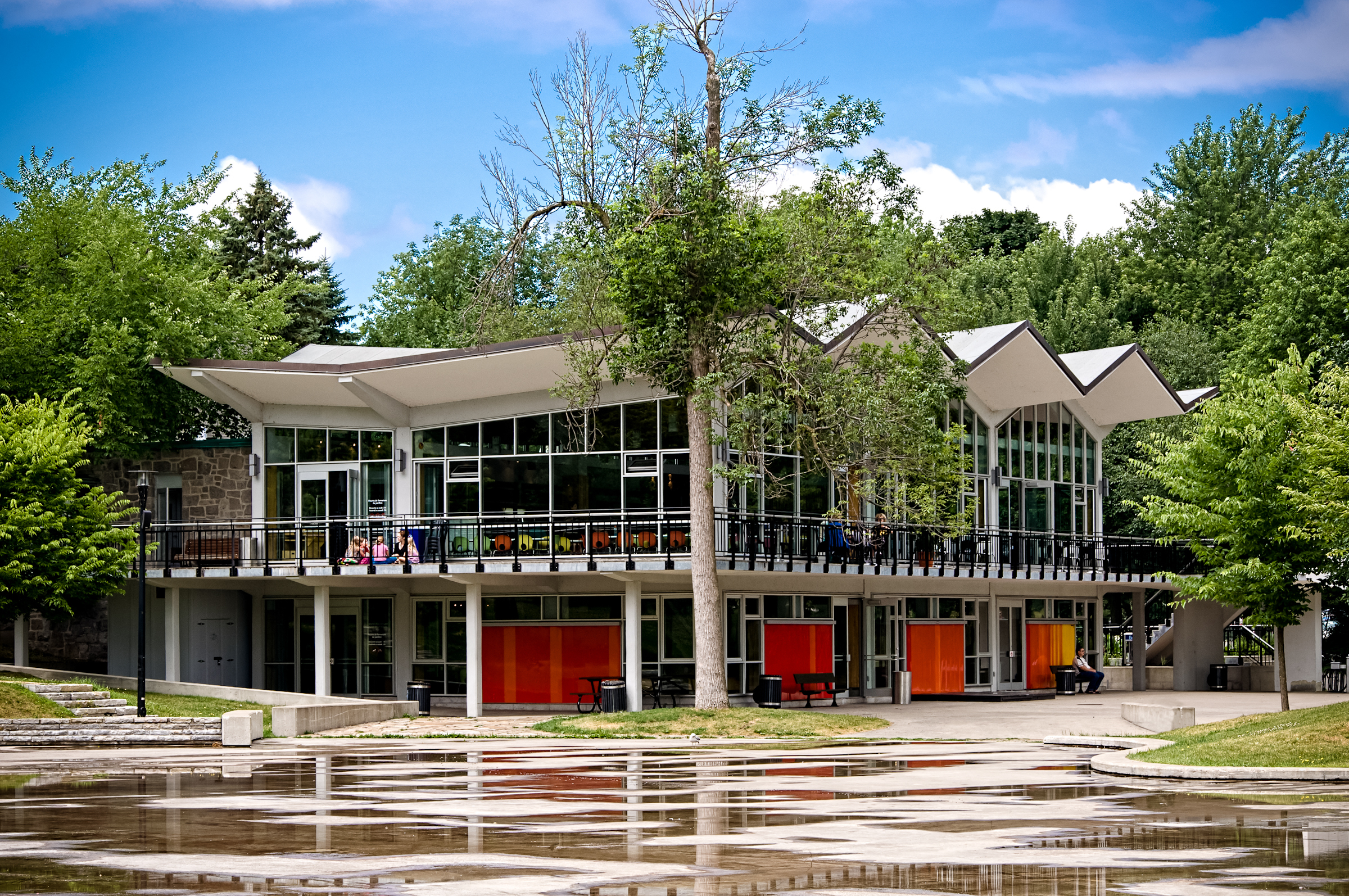
Pavillon du lac aux Castors en 2011

Construit entre 1956 et 1958, inauguré en 1961, le pavillon du lac aux Castors est situé à l'ouest du lac. Œuvre des architectes Hazen Sise (en) et Guy Desbarats, il était considéré à l'époque de sa construction comme l'un des bâtiments les plus novateurs de Montréal, avec son toit ondulé et ses vastes baies vitrées. Il a bénéficié d'une rénovation en 2005-2007. 
La pavillon accueille un restaurant, nommé Le Pavillon.
L’ordre des architectes du Québec décerne le Prix d’excellence en architecture 2007 aux architectes Pierina Saia et Réal Paul ainsi qu’à la ville de Montréal pour la conservation et la restauration patrimoniales du pavillon du Lac aux Castors.